# Comuna Zamșanî, Ratne
Zamșanî (în ucraineană Замшани) este o comună în raionul Ratne, regiunea Volînia, Ucraina, formată din satele Vujîsk și Zamșanî (reședința).

## Demografie
Componența lingvistică a satului Zamșanî
     Ucraineană (99,15%)
     Alte limbi (0,8%)
Conform recensământului din 2001, majoritatea populației satului Zamșanî era vorbitoare de ucraineană (99,15%), existând în minoritate și vorbitori de alte limbi.